# 湾咀头湿地公园

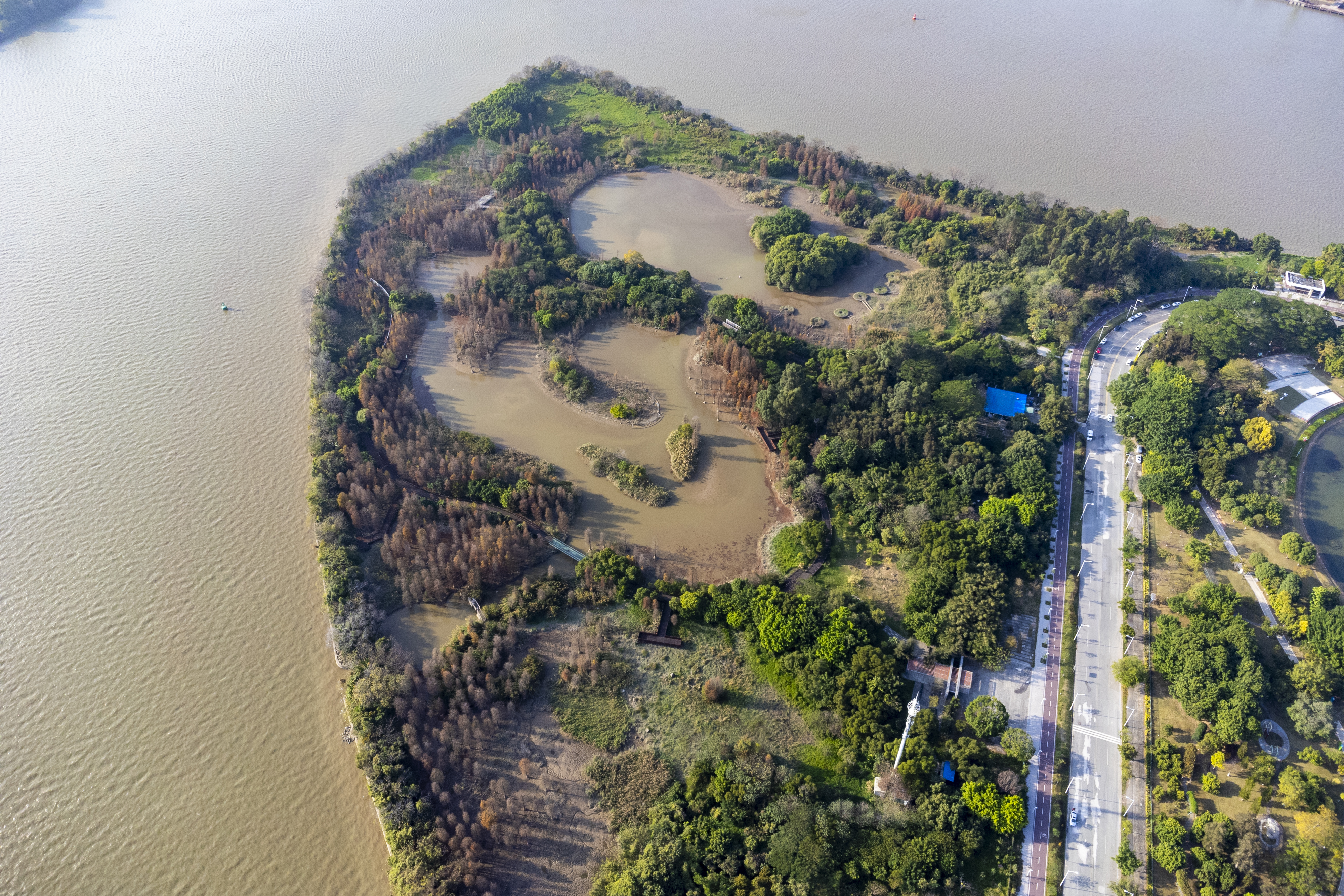
湾咀头湿地公园鸟瞰图

湾咀头湿地公园是广东省广州市的一个湿地公园，位于广州大学城小谷围岛西南角，毗邻广东科学中心，北、东、西面临珠江，形状近似三角形，南北向最长距离510米，东西向最长距离455米，占地面积20.37公顷，主要由两个连通的人工湖和一个泥炭地质的潮间带滩涂组成，于2015年2月1日首次向公众开放，2016年11月被评为“大学城八景”之一，是广州市区的著名观鸟胜地。

## 历史
该地在广州大学城建成之前，属番禺南村镇新基村的湾咀头围，原是小谷围岛的一片临江沼泽滩涂，2009年起，广州市林业和园林局在广州大学城外环路与防护堤岸围合的地段开展野生动物资源恢复工作，种植绿化植被，开挖人工湖，2010年8月，广州市林业和园林局联合广东省昆虫研究所在此开展广州首个“野生动物进城”示范点建设，吸引苍鹭、牛背鹭、小白鹭、池鹭、夜鹭、黑水鸡、斑嘴鸭、绿头鸭、普通鸬鹚、丝光椋鸟、褐翅鸦鹃、雉鸡、小鸊鷉等13种动物定居。2017年，广州市投资2500万实施湾咀头湿地景观提升工程，包括种植红树林、建设花草廊及观鸟平台、游客中心、木栈道等配套设施。2018年，成为广州市林业和园林部门公布的全市五大主要观鸟点之一。
目前，区域内监测记录有超过80种鸟类以及台湾小头蛇、花龟、花狭口蛙等两爬与水生动物，成为多种鸟类，特别是白鹭、夜鹭等鹭类的重要繁殖地。